# Băcia
Băcia je rumunská obec v župě Hunedoara. Žije zde přibližně 1 700 obyvatel. Obec se skládá ze čtyř částí.

## Části obce
- Băcia – 768 obyvatel
- Petreni – 195 obyvatel
- Tâmpa – 664 obyvatel
- Totia – 107 obyvatel

## Rodáci
- Petru Groza (1884-1958) – politik a právník